# UW Canis Majoris
UW Canis Majoris eller HD 57060, är en dubbelstjärna i mellersta delen av stjärnbilden Stora hunden. Den har en minsta skenbar magnitud av ca 5,33 och är svagt synlig för blotta ögat där ljusföroreningar ej förekommer. Baserat på parallax enligt Gaia Data Release 3 på ca 0,855 mas beräknas den befinna sig på ett avstånd av ca 3 800 ljusår (ca 1 200 parsec) från solen. Den rör sig bort från solen med en heliocentrisk radialhastighet av ca 20 km/s. Bode hade ursprungligen gett den namnet Tau2 Canis Majoris, men denna beteckning hade släppts av Gould och efterföljande författare.

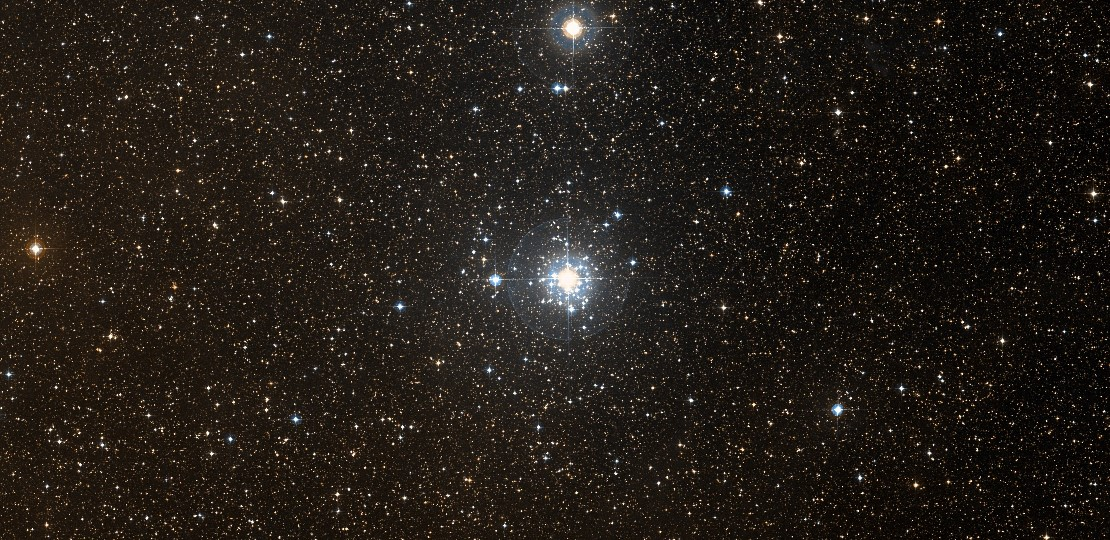
NGC 2362 med UW Canis Majoris högst upp (norr)

UW Canis Majoris är en del av den gigantiska HII-regionen Sh2-310 och den tillsammans med Tau Canis Majoris, som är den ljusaste medlemmen av NGC 2362, HD 58011, och VY Canis Majoris antas vara troliga källor till jonisering av gaser i Sh2-310.

## Egenskaper
Primärstjärnan UW Canis Majoris A är en blå superjättestjärna av spektralklass O7.5-8 Iabf. Den har en massa av 11 - 44 solmassor, en radie av 12 - 20 solradier och utsänder energi från dess fotosfär motsvarande 170 000 - 450 000 gånger solen vid en effektiv temperatur av ca 33 800 K.
Följeslagaren UW Canis Majoris B är en blå superjättestjärna av spektralklass O9.7 Ib. Den har en massa av 17 - 33 solmassor, en radie av 14 - 17 solradier och utsänder energi från dess fotosfär motsvarande 240 000- 330 000 gånger solen vid en effektiv temperatur av 33 300 - 33 700 K.

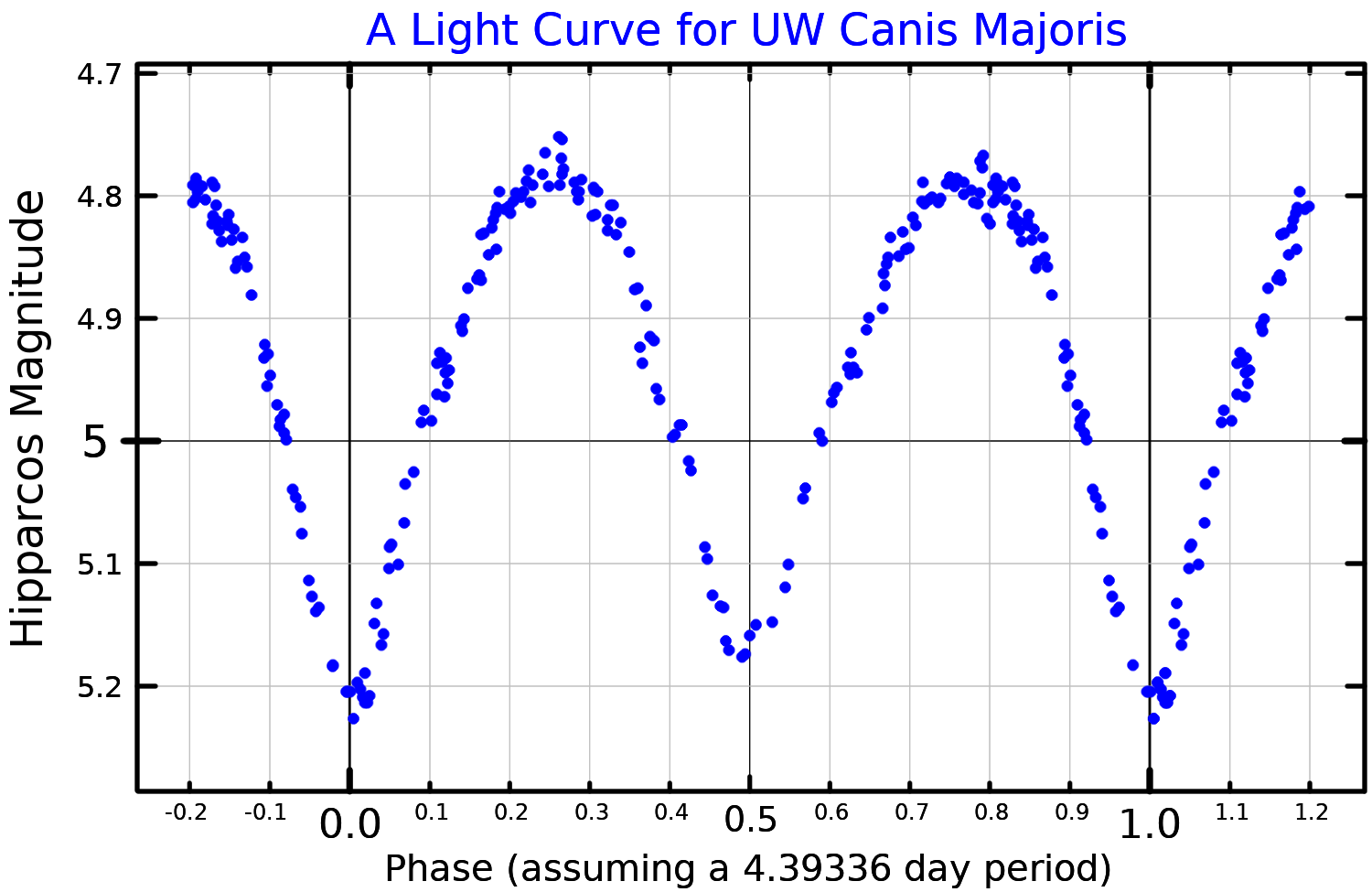
Ljuskurva för UW Canis Majoris, plottad från Hipparcos-data, anpassad från Antokhina et al. (2011).

Stjärnan klassificeras som en Beta Lyrae-förmörkande kontaktbinär. Dess ljusstyrka varierar från magnitud +4,84 till +5,33 med en period på 4,39 dygn.

## Observation
De exakta egenskaperna hos systemet är fortfarande osäkra, delvis på grund av att följeslagarens spektrala karaktär är mycket svår att lösa från spektrumet för primärstjärnan och den omgivande stjärnvindens hölje. En detaljerad spektralstudie av Gies et al. fann att primärstjärnan hade en diameter som var 13 gånger solens, medan följeslagaren är en något svalare, mindre utvecklad och mindre lysande superjätte av spektraltyp O9.7Ib, som är 10 gånger solens diameter. Enligt denna studie är den ljusare stjärnan den mer lysande, dess ljusstyrka 200 000 gånger solens i motsats till följeslagarens 63 000 gånger. Följeslagaren är dock den mer massiva stjärnan med 19 jämfört med primärens 16 solmassor.
En nyare fotometrisk analys finner dock flera konfigurationer av mass- och ljusstyrkaförhållanden som matchar de observerade data.
Parallaxmätningar visade att den befann sig cirka 3 000 ljusår från solen, men detta är oväntat nära för en stjärna av dess spektraltyp och ljusstyrka. Mer exakta Hipparcos parallaxdata ger ett ännu närmare resultat kring 2 000 ljusår, men Gaia Data Release 3 ger en parallax på 0,85 ± 0,13 mas, motsvarande ett avstånd på cirka 3 800 ljusår. Den tros vara en avlägsen medlem av NGC 2362, vilket skulle placera den på ett avstånd av omkring 5 000 ljusår och bättre matcha dess förväntade ljusstyrka. Motsättningen mellan de olika distansresultaten är fortfarande föremål för forskning.